# 杉田圭
杉田 圭（すぎた けい）は、日本の漫画家。鹿児島県出身。静岡大学卒業。

## 概要
2008年〜2009年まで動画共有サイトのニコニコ動画にて、「cdm」名義で手書きMADを投稿する。その独特なイラストタッチとセンスは同動画サイト内でほぼ全ての投稿作品が10万回超の再生数を記録する人気となり、「この場所で、みなさんに遊んでいただけたことが今回のご縁に繋がりました。ほんとうにほんとうにありがとうございます。」の挨拶とともに2010年8月1日、プロとしてデビューしたことを報告する。
デビュー作は小倉百人一首を漫画で解説した『超訳百人一首 うた恋い。』。2011年7月現在、シリーズ累計21万部を突破しており、2012年夏のTVアニメ化が決定した。

## 作品リスト
- 超訳百人一首 うた恋い。（2010年8月、メディアファクトリー、ISBN 978-4-8401-3478-1、監修：渡部泰明）
- 超訳百人一首 うた恋い。2（2011年4月、メディアファクトリー、ISBN 978-4-8401-3878-9）
- 超訳百人一首 うた恋い。2 DVD付特装版（2011年4月、メディアファクトリー、ISBN 978-4-8401-3879-6）
- 超訳百人一首 うた変。（公式個人誌　2011年）
- 超訳百人一首 うた恋い。3（2012年4月、メディアファクトリー、ISBN 978-4-8401-4556-5）
- 超訳百人一首 うた恋い。3 DVD付特装版（2012年4月、メディアファクトリー、ISBN 978-4-8401-4557-2）

## CD・DVD
- 筑波嶺の想ひ出（第2巻特装版付属DVD）
- 超訳百人一首 うた恋い。ドラマCD
- うき世の月（第3巻特装版付属DVD）